# 55 Broadway

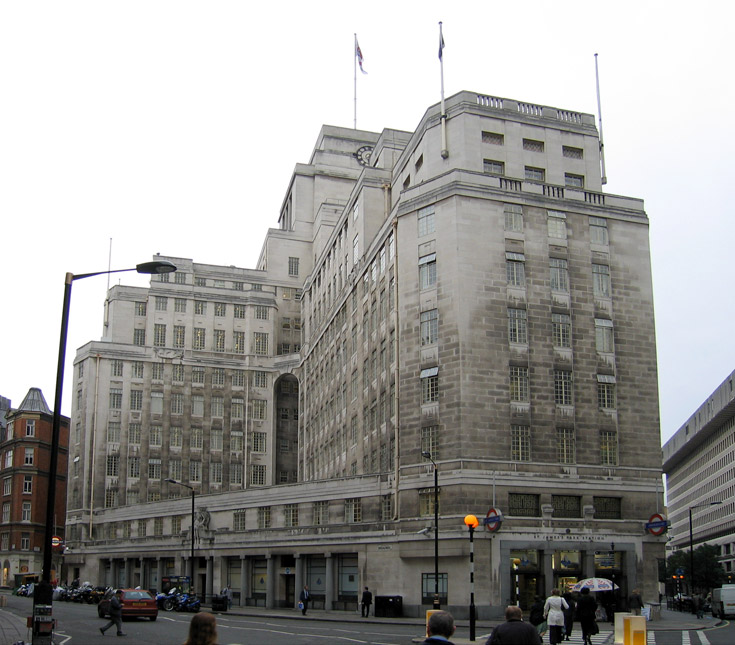
Hoofdkantoor van de London Underground, gebouwd boven het St. James's Park metrostation op 55 Broadway in Londen

55 Broadway is een opmerkelijk gebouw dat uitkijkt over het St. James's Park in Londen. Het is ontworpen door Charles Holden en is gebouwd tussen 1927-29. Het werd gebouwd voor het nieuwe hoofdkantoor van de London Electric Railway Company (LER), de belangrijkste voorloper van de London Underground. Het gebouw wordt momenteel bewoond door Transport for London, de moedermaatschappij van de London Underground.
De bovenste verdiepingen zijn gemaakt uit Portlandsteen op basis van een kruisvormig plan dat steeds een stap terug doet richting de centrale klokkentoren op de top. De begane grond heeft een winkelgebied dat voorzien is van veel art-deco-details. Het gehele gebouw is gebouwd op het St. James's Park metrostation. Toen het gebouw werd opgeleverd was het, tot een ander gebouw (Senate House) van Holden deze titel overnam, het grootste kantoorgebouw van Londen.
Met elke verhoging, werd het fronton boven de zevende verdieping gedecoreerd met een reliëf, ook wel bekend als, "De Vier Windstreken". Elke windstreek werd twee keer gemaakt zodat er uiteindelijk acht reliëfs ontstonden. Elk reliëf werd gemaakt door een avant-garde-beeldhouwer uit die tijd.
Boven de twee hoofdingangen bevinden zich twee beelden van Jacob Epstein, Day and Night. Het modernistische karakter en de grafische naaktheid van deze beelden zorgde bij de onthulling voor publieke verontwaardiging. Kranten begonnen een campagne om de beelden te laten verwijderen en een directeur van LER bood zelfs aan om hier de kosten voor te betalen.
Frank Pick, in die tijd directeur van de LER, nam de verantwoordelijkheid en bood zijn ontslag aan voor dit schandaal. Aan het einde van het verhaal ging Epstein ermee akkoord om een paar centimeter van de edele delen van de kleinere figuur op het beeld "Day" af te halen en bekoelde de zaak.

## Reliëfs aan het gebouw
- Day and Night, Jacob Epstein
- North Wind, A.H. Gerard
- North Wind, Eric Gill
- East Wind, Eric Gill
- East Wind, Allan Wyon
- South Wind, Eric Gill
- South Wind, Eric Aumonier
- West Wind, Samuel Rabinovich
- West Wind, Henry Moore

|  |  |  |  |